# Центрально-западный регион (Бразилия)

Центрально-Западный регион на карте.

Центрально-Западный регион (порт. Região Centro-Oeste do Brasil)  —  административно-статистический регион в Бразилии. Входит в геоэкономические регионы  Центр-Юг и Амазонас. Население составляет 13 269 000 человек на 2006 год. Занимает площадь 1.606.371 км². Плотность населения - 8,26 чел./км².

## Статистика
- Валовой внутренний продукт на 2005 составляет 190.160.672 реалов (данные: Бразильский институт географии и статистики).
- Валовой внутренний продукт на душу населения на 2005 составляет 14.604 реалов (данные: Бразильский институт географии и статистики).
- Индекс развития человеческого потенциала на 2005 составляет 0,848 (данные: Программа развития ООН).

## Состав региона
В регионт входят следующие штаты:
1. Федеральный округ
2. Гояс
3. Мату-Гросу
4. Мату-Гросу-ду-Сул

## Галерея

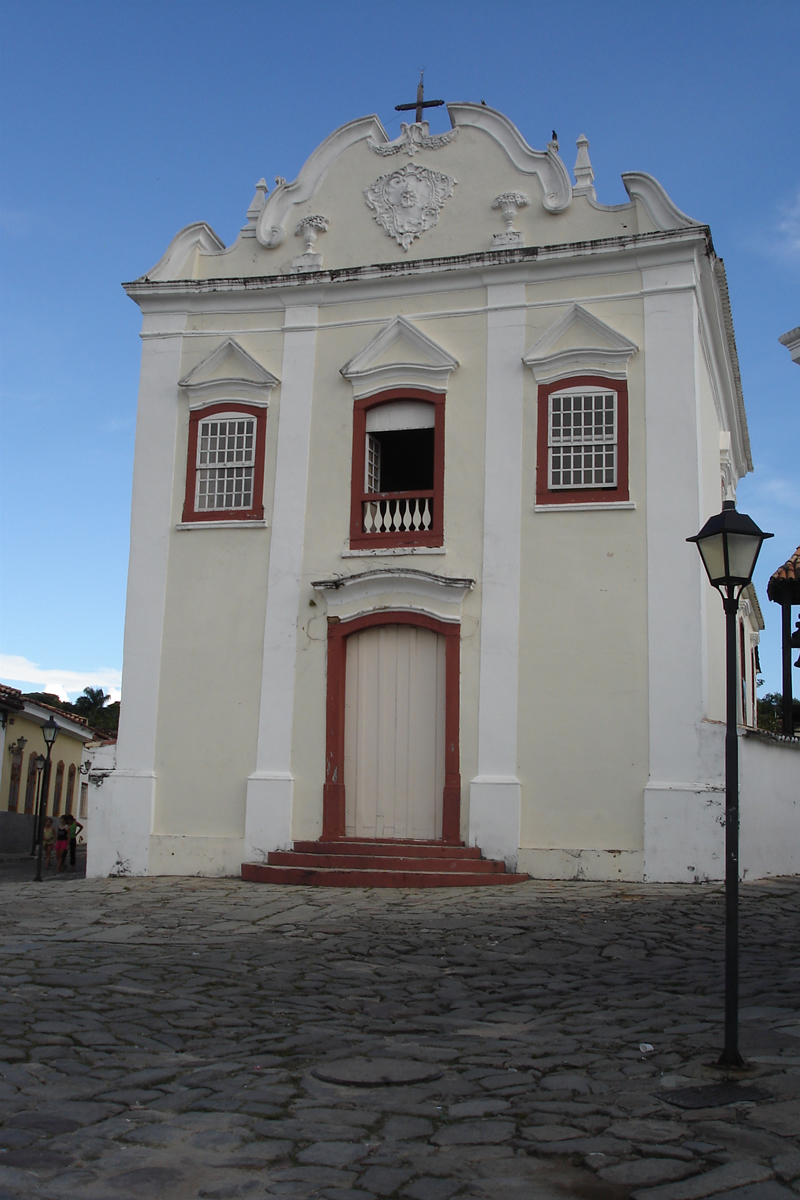
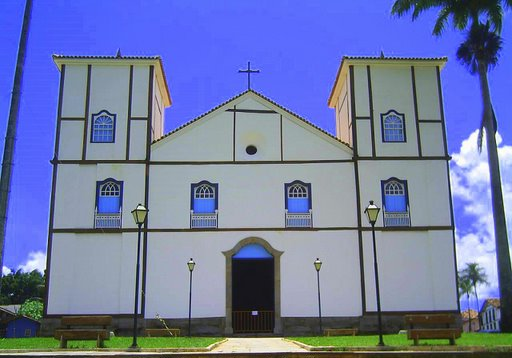
Собор
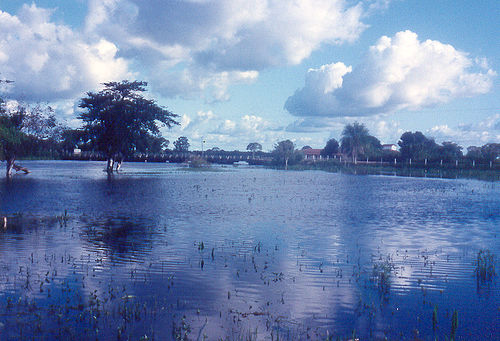
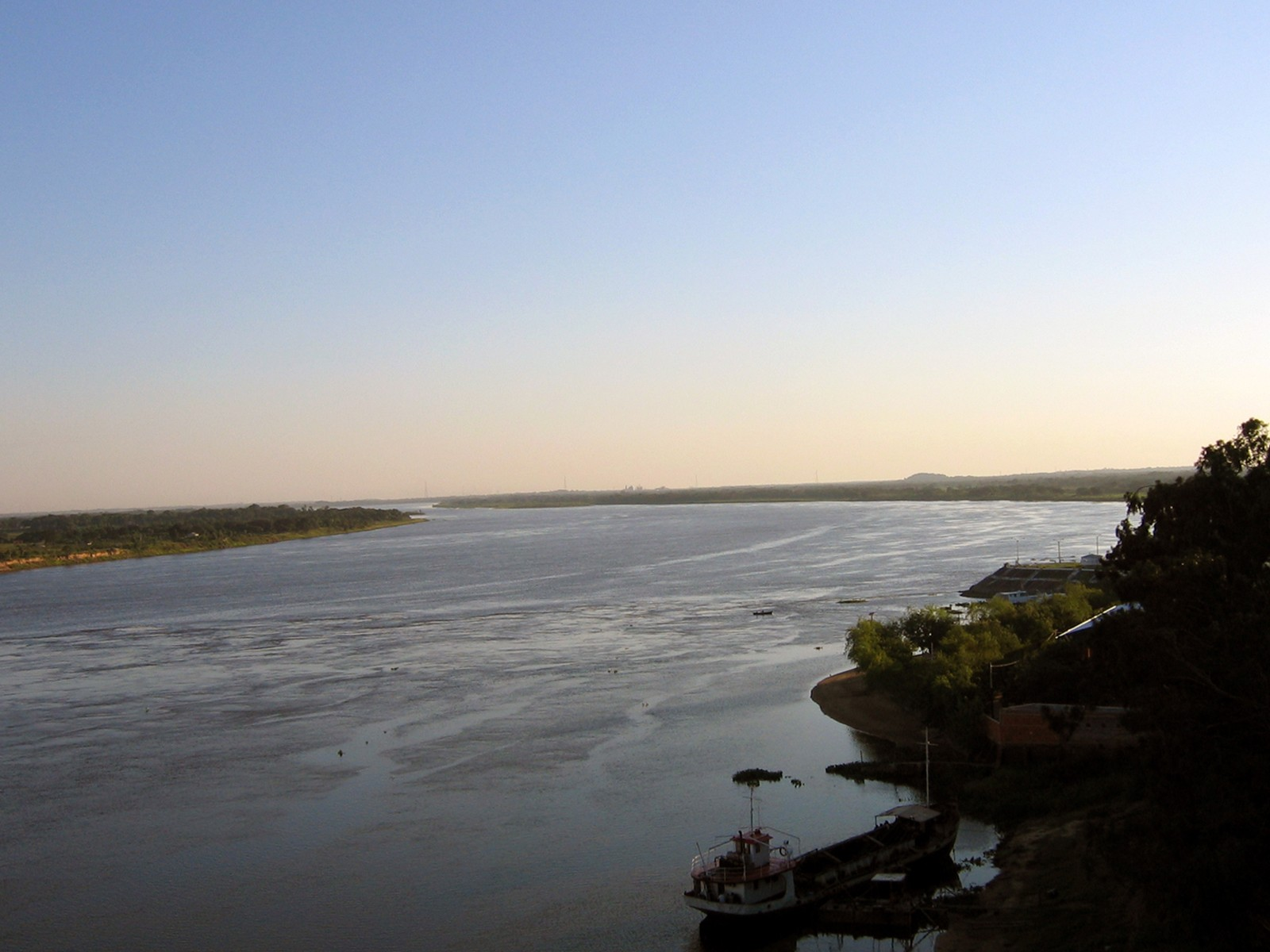
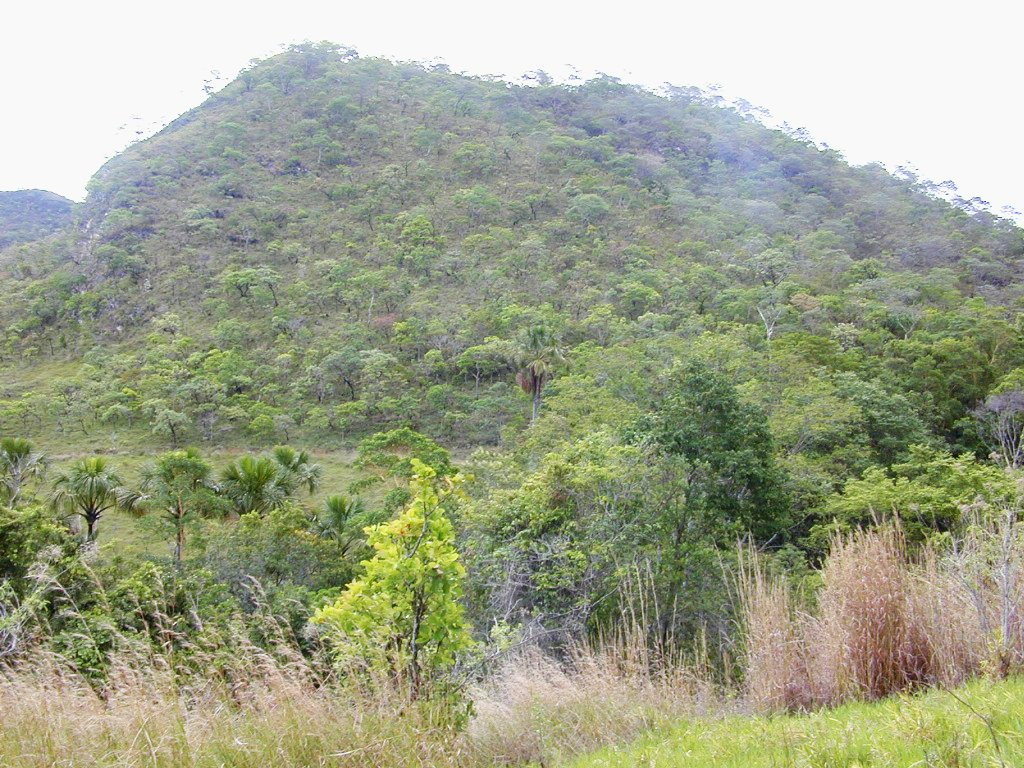
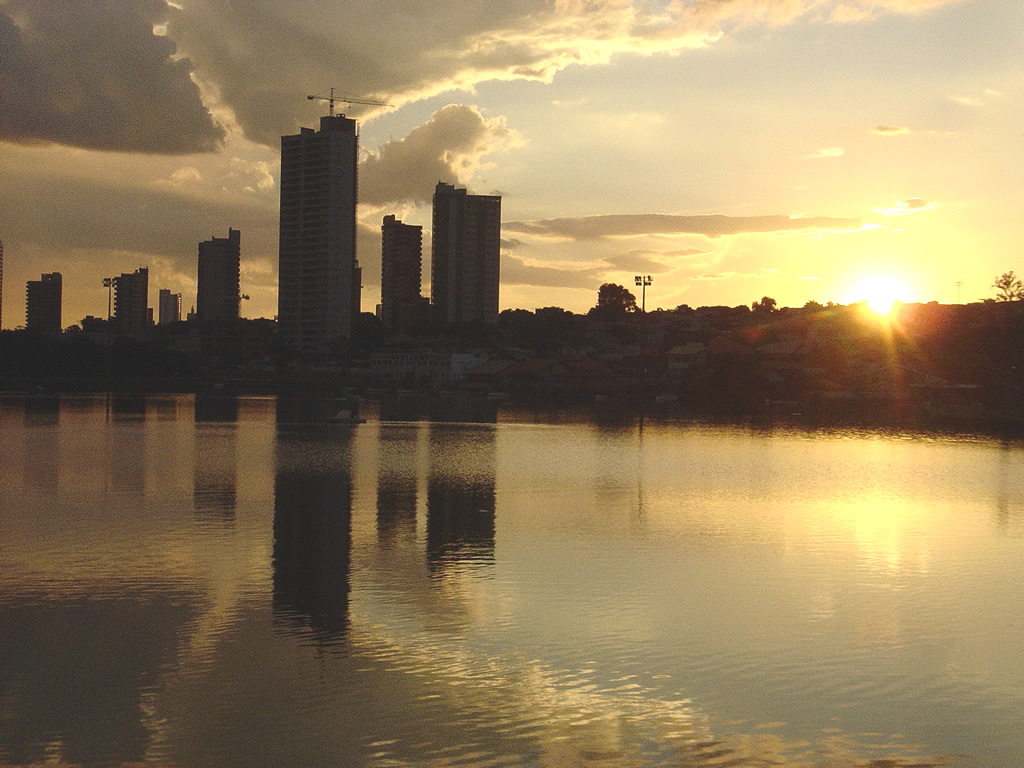
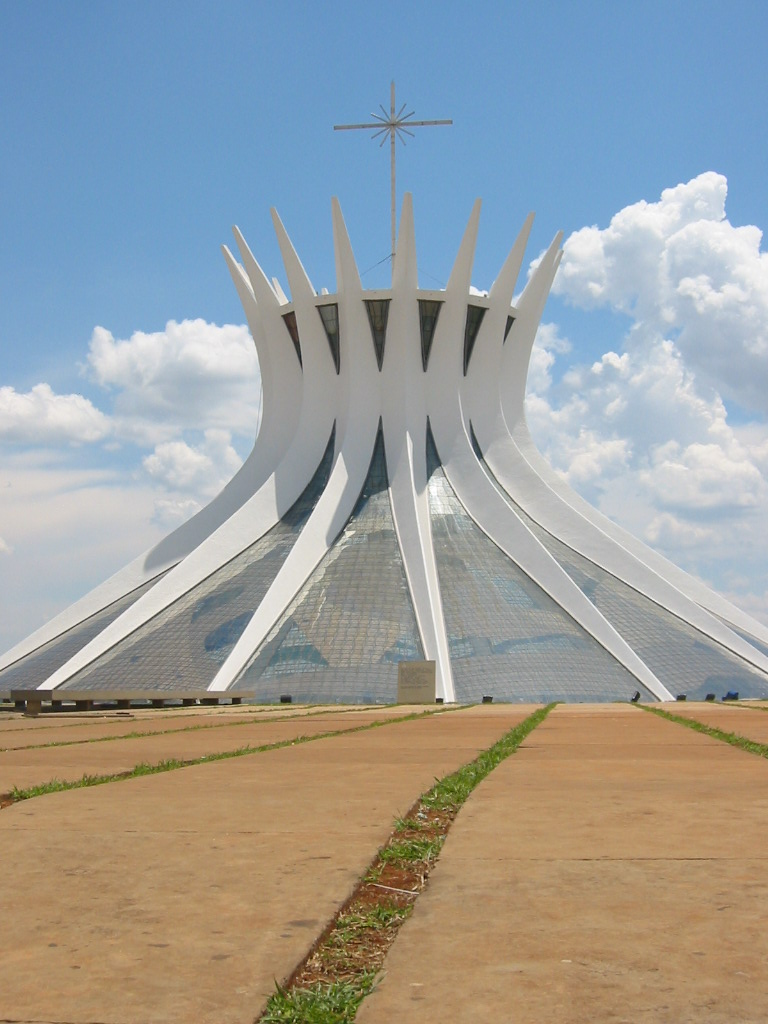
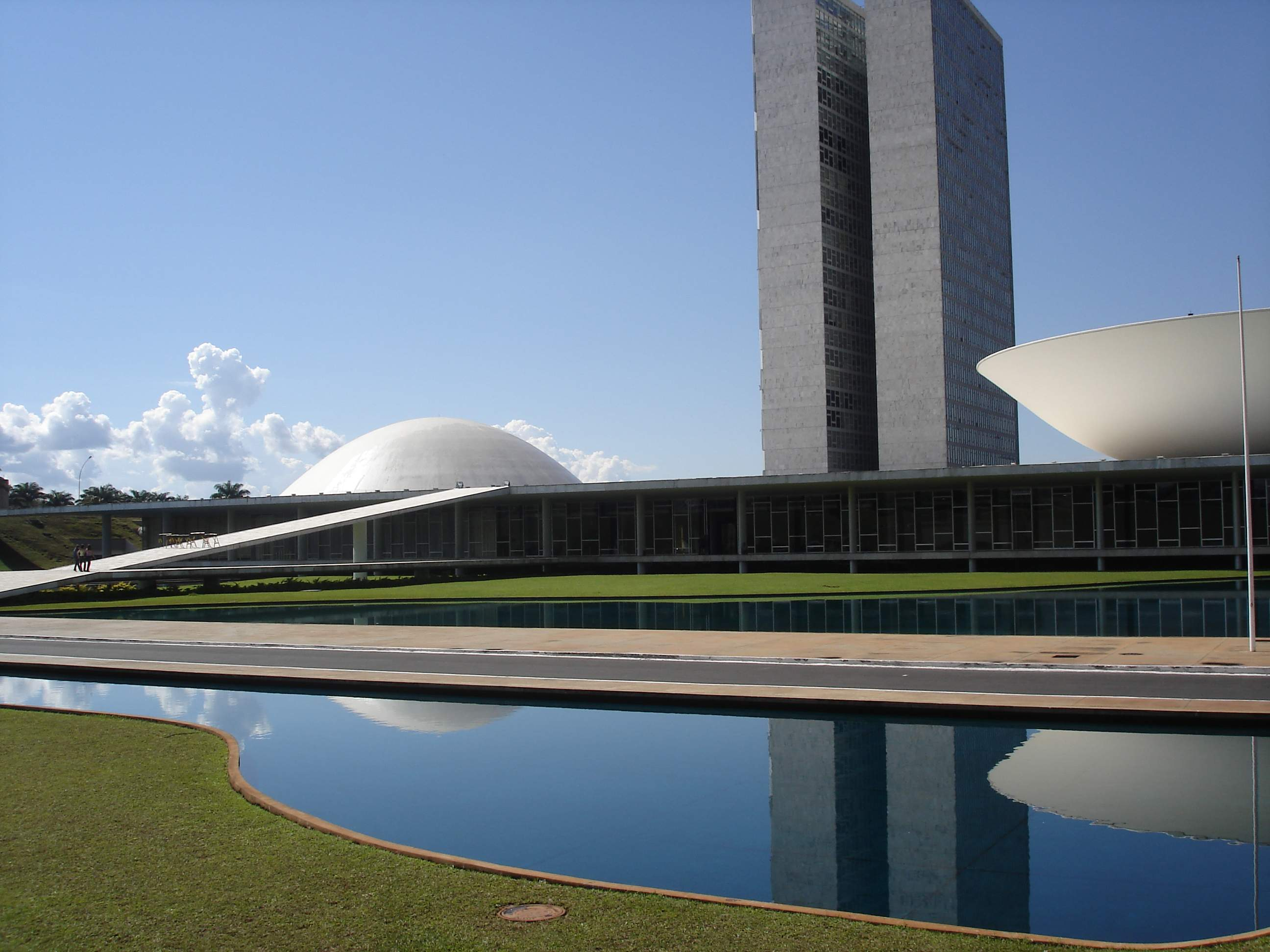
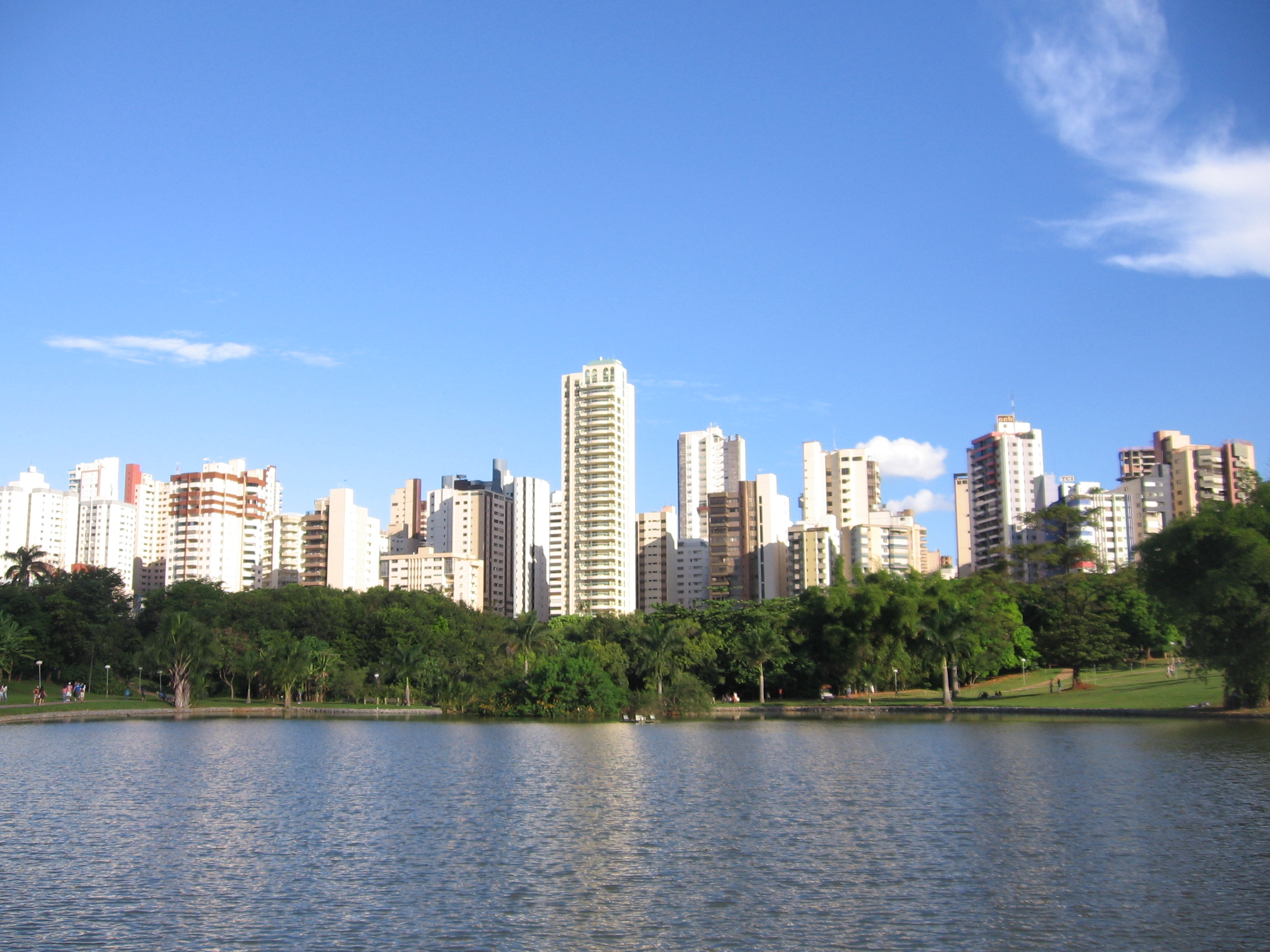
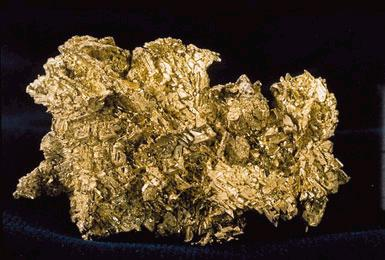
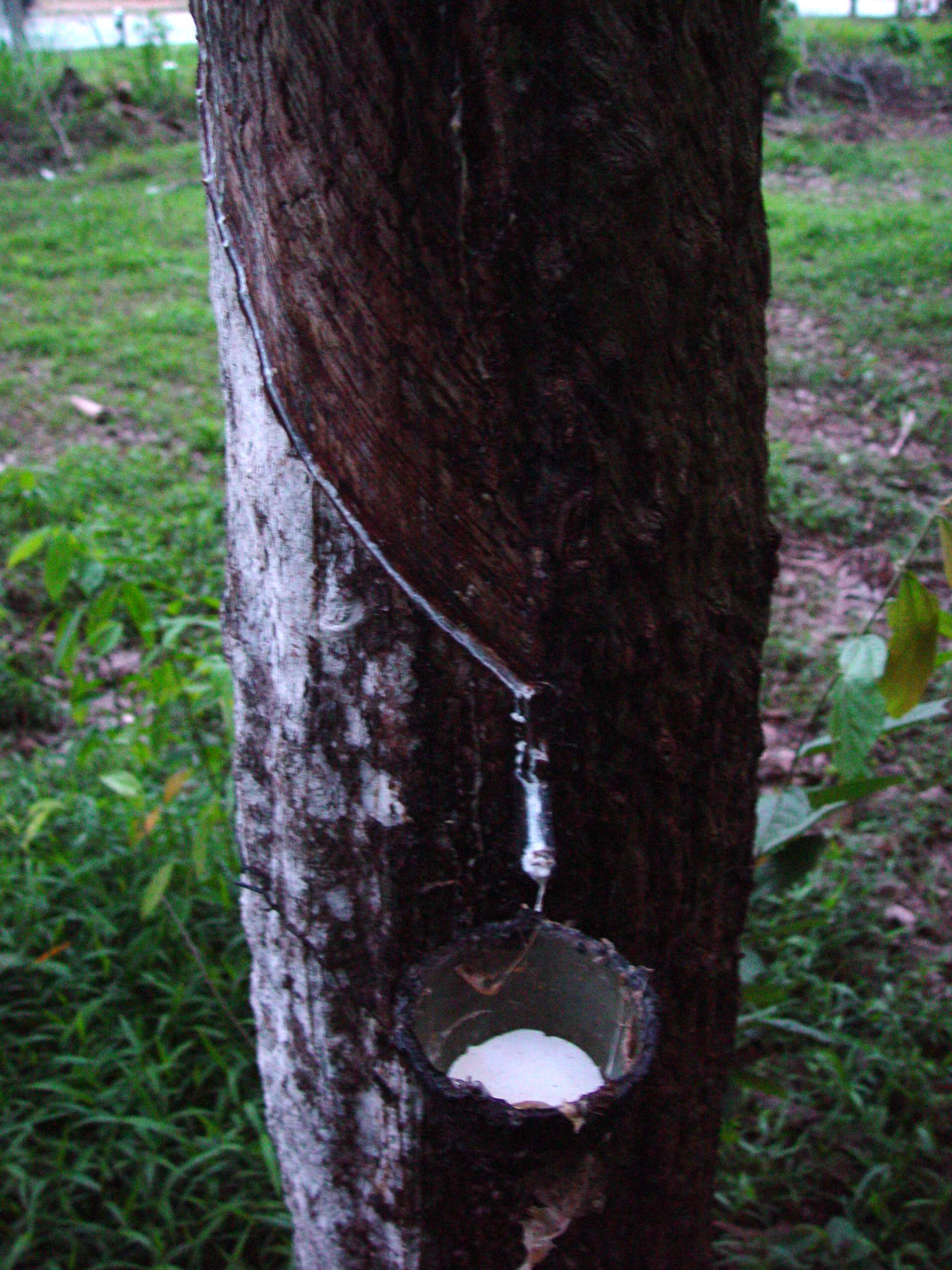
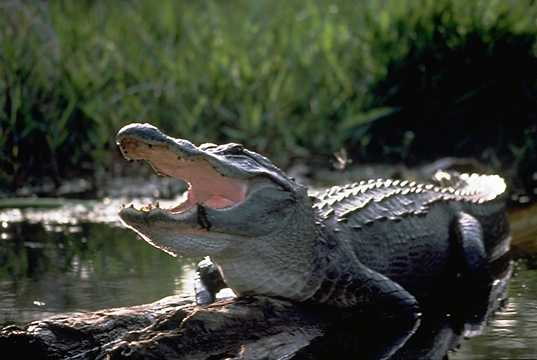
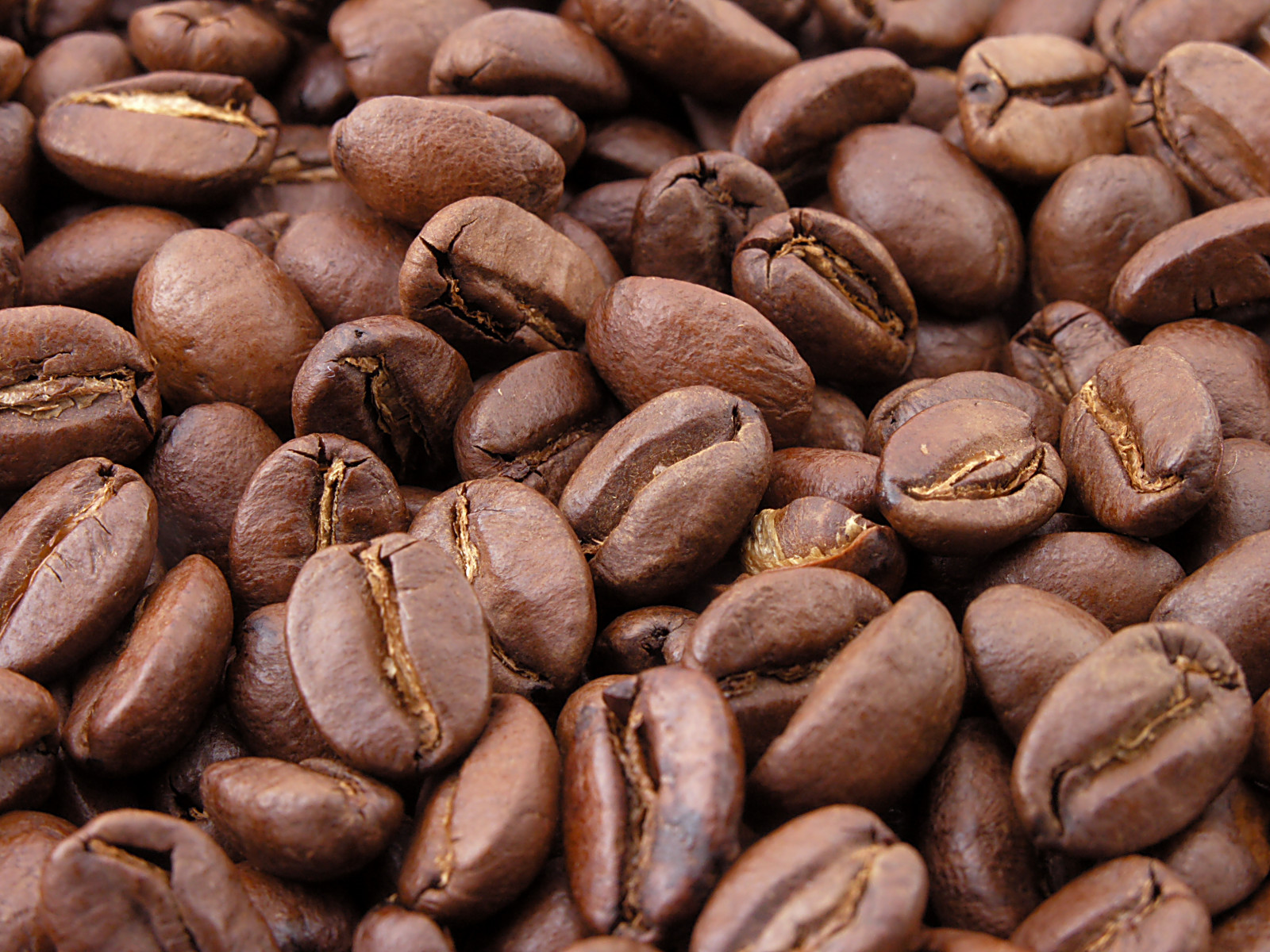
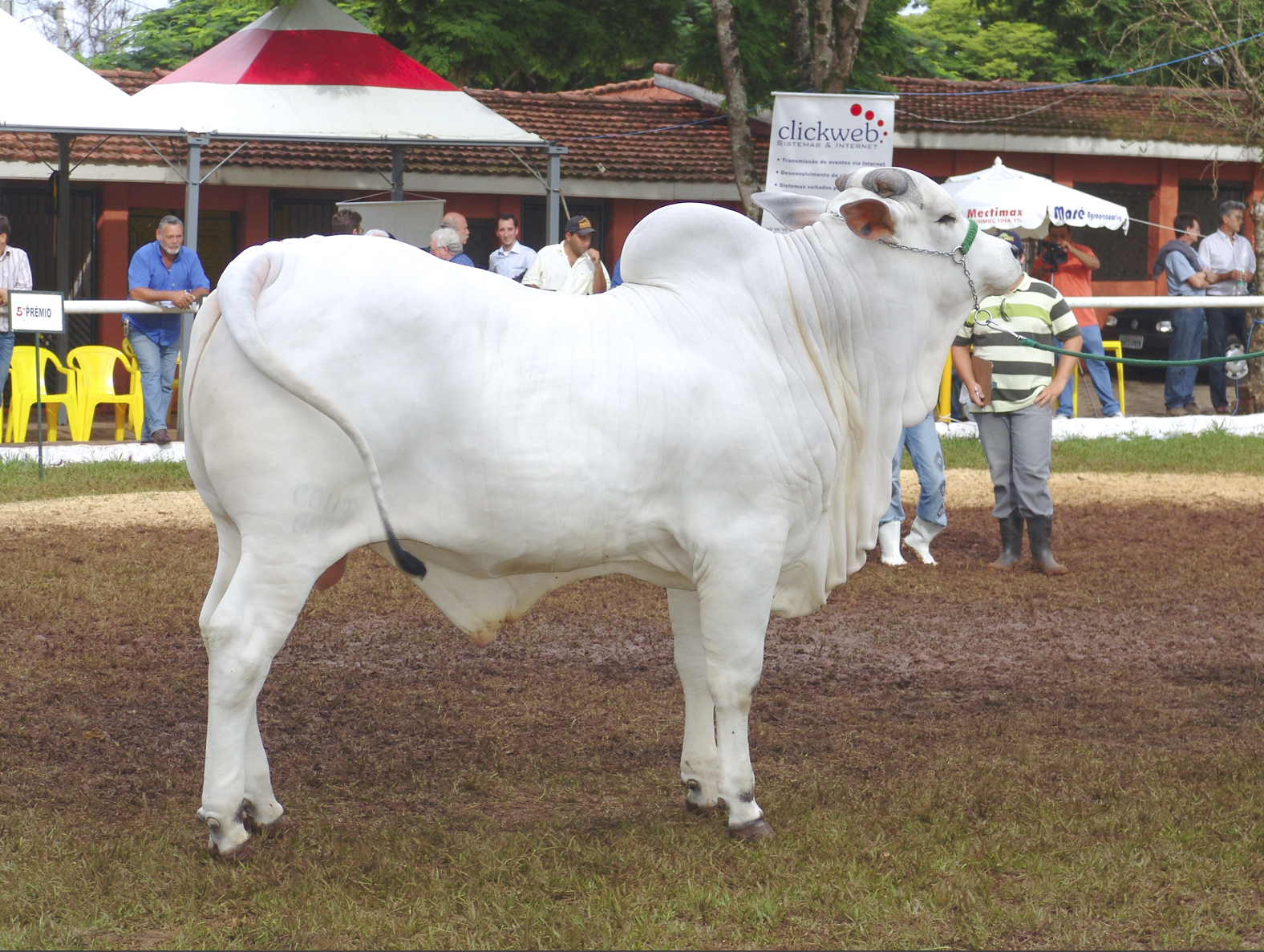